# Kolavelloor
Kolavelloor es una ciudad censal situada en el distrito de Kannur en el estado de Kerala (India). Su población es de 19817 habitantes (2011). Se encuentra a 25 km de Kannur y a 71 km de Kozhikode.

## Demografía
Según el censo de 2011 la población de Kolavelloor era de 19817 habitantes, de los cuales 9110 eran hombres y 10707 eran mujeres. Kolavelloor tiene una tasa media de alfabetización del 94,59%, superior a la media estatal del 94%: la alfabetización masculina es del 97,02%, y la alfabetización femenina del 92,59%.